# Cassida ovalis
Cassida ovalis (лат.) — жук подсемейства щитоносок из семейства листоедов. Близкими видами являются Cassida olympica и Cassida persicana.

## Описание
Жуки длиной тела 5-5,5 мм. Наличник жёлтый или чёрный Нижняя поверхность тела красновато-жёлтая. Надкрылья широкие, их боковой край почти вертикальный. Ноги жёлтые.

## Распространение
Встречается в Алжире и на острове Корсика (Франция).